# مطار لوليانغ داو
مطار لوليانغ (بالصينية: 吕梁机场)(إياتا: LLV، إيكاو: ZBLL) مطار عام يقع بمدينة Dawu في Fangshan County في الصين. يبلغ طول المدرج 2600 م. على بعد 20.5 كيلومترًا من وسط المدينة. بدأ بناء المطار في 21 فبراير 2009 باستثمار 764 مليون يوان، وكان من المتوقع أن ينتهي في عام 2011. كان وقت الانتهاء الفعلي في أواخر عام 2013، وافتتح المطار في 26 يناير 2014.

## شركات الطيران والوجهات
| شركـات طيـران         | الوجهات |
| --------------------- | --- |
| طيران الصين           | مطار بكين العاصمة الدولي                                                                                        |
| Chengdu Airlines      | مطار جينغديو الجديد، مطار قوييانغ لونغدونغابو الدولي، مطار شنيانغ الدولي                                        |
| خطوط شرق الصين الجوية | مطار قوانغتشو باييون الدولي، مطار غينغادو جياودونغ الدولي، مطار شانغهاي بودنغ الدولي، مطار شيان شيانيانغ الدولي |
| طيران الصين اكسبرس    | مطار تشونغتشينغ جيانغبى الدولي، مطار تيانجين الدولي                                                             |
| China United Airlines | مطار بكين داشينغ الدولي                                                                                         |
| Donghai Airlines      | مطار شينزين باوان الدولي، مطار تشنغتشو الدولي                                                                   |
| خطوط جونياو الجوية    | مطار نانجينغ الدولي                                                                                             |
| Qingdao Airlines      | مطار لانتشو تشونغ تشوان، مطار غينغادو جياودونغ الدولي                                                           |
| خطوط سيتشوان الجوية   | مطار جينغديو الجديد، مطار داليان الدولي                                                                         |

## وصلات خارجية
- http://www.flightstats.com/go/Airport/airportDetails.do?airportCode=LLV